# 岩田昭男
岩田 昭男（いわた あきお、1952年 - ）は、日本の消費生活評論家、ジャーナリスト。特にクレジットカード業界や電子マネーについての書籍を数多く発表し、業界のオピニオンリーダーとして活動している。

## 経歴
早稲田大学第一文学部卒業。早稲田大学大学院修士課程修了後、月刊誌記者等を経た後ジャーナリストとして独立。流通、情報通信、金融分野を中心に活動するが、中でもクレジットカードと消費者金融について20年以上もの取材、執筆活動を続けており、消費者信用分野でのセミナー等の講師等も務めている。
NPO法人「ICカードとカード教育を考える会」 の理事長も兼ねており、毎月全国各地の商店街を対象にキャッシュレス導入や促進に関する講演会を行なっているほか、様々なWebメディアでキャッシュレスの記事監修や寄稿をおこなっている。

## 主な著書
- あなたに貸す金はない! 国が生み出す新しい「借金地獄」 (アスキー新書)
- 本気のクレジットカード選び2009 最強の2枚はこれだ! (洋泉社)
- 「信用偏差値」―あなたを格付けする (文春新書)
- 電子マネー最終戦争 (洋泉社)
- 電子マネー戦争Suica一人勝ちの秘密―魔法のカードの開発秘話と成功の軌跡(中経出版)